# WWE '13
WWE '13 è un videogioco di wrestling prodotto dalla THQ per Wii, Xbox 360 e PlayStation 3, è il secondo capitolo della serie WWE (da quando questa ha cambiato nome; infatti fino all'edizione 2011 era nota come WWE SmackDown vs. Raw) e il quindicesimo in totale. Il gioco si concentra sulla Era Attitude della WWE, sostituendo la Road to WrestleMania con la Era Attitude Mode. Il gioco offre personaggi come Steve Austin, The Rock e l'arena Raw is War.
Con il fallimento della THQ questo è l'ultimo gioco della serie targato WWE della suddetta casa.

## Sviluppi
Nel mese di marzo, è stato anche confermato che il commento sarà affidato a Jerry Lawler e Michael Cole. Nel mese di febbraio, Road Dogg ha confermato che sarà presente nel gioco con l'ex partner di tag, Billy Gunn. L'ex WWE Superstar X-Pac ha annunciato sul suo account Twitter che voleva essere nel gioco, dove ha poi confermato che era stato avvicinato da THQ. Al Superstar 2012 WrestleMania Challenge, Cory Ledesma, il direttore creativo per i giochi WWE a THQ, ha confermato che la modalità Road To Wrestlemania sarà sostituita dalla modalità Storia, sei Divas saranno in grado di competere sul ring e dietro le quinte le risse saranno meno frequenti in modalità Storia rispetto all'anno precedente. Nel mese di aprile, Ledesma ha riconfermato l'annuncio precedente, oltre a confermare che la versione PS3 del gioco conterrà 64 livelli nella modalità Create-A-Superstar dopo aver tenuto un concorso per i fan.
Il 29 maggio 2012 durante la puntata di Raw è stata resa ufficialmente nota a tutto il mondo la copertina del nuovo videogioco; in copertina ci sarà la superstar CM Punk. Il 16 luglio 2012, THQ ha annunciato che ci sarebbe stato una collezione di Stone Cold con il nome di "Austin 3:16" Collector 's Edition di WWE '13, che è disponibile solo per il pre-ordine per la PlayStation 3 e Xbox 360 in Nord America. Inoltre, pre-ordini per la PlayStation 3 in Nord America comprende 3 dischi di "Stone Cold Steve Austin:. The Bottom Line on the Most Popular Superstar of All Time" Al contrario, i pre-ordini per la Xbox 360 in Nord America includono 4 dischi, così come per i pre-ordini per entrambi i sistemi in Europa e in Australia.

## Modalità di gioco
Il motore di gioco di WWE '13 è chiamato "Predator Technology 2.0". Il motore di gioco è stato aggiornato dal gioco precedente con aggiunta di "OMG! Moments" ovvero sequenze particolarmente spettacolari tratte dalla storia della federazione. Questa caratteristica permette ai giocatori di effettuare mosse finali in mid-air (trad. Mezza Altezza); si potranno sfondare le barricate e i tavoli dei commentatori. In WWE '13 sarà presente anche WWE Universe 3.0, che è stato ulteriormente aggiornato per permettere al giocatore di modificare le pianificazioni degli show televisivi,così come la creazione di alleanze o le faide tra i vari lottatori. Inoltre, potranno salire sul ring 6 Divas contemporaneamente. WWE '13 avrà 2 commentatori diversi. Nei match normali i commentatori saranno Michael Cole e Jerry Lawler invece nella modalità Era Attitude i commentatori saranno Lawler e Jim Ross. La THQ ha annunciato che WWE'13 sarà il videogioco con il maggior spazio di tutti i tempi. Il sistema di rilevamento di peso fa in modo che la piccola superstar come Rey Mysterio non sia in grado di sollevare grandi lottatori come Big Show.
Inoltre nella modalità attitude era si potrà giocare con la D-Generation X, con Steve Austin, con i Brothers of Destruction, con The Rock, Mankind e a WrestleMania XV. Poi si sbloccheranno personaggi, arene e tanto altro. Nella Modalità Era Attitude si potranno vedere dei video dell'Era Attitude tra i quali quando Undertaker butta giù dalla gabbia Mankind.

Screenshot di gioco

Inoltre ci sarà sempre nell'Attitude Era Mode la "Storia improvvisata" che sarà a parte e che consiste nello sbloccare le Superstar nel periodo post - Attitude, in ogni Match si sbloccheranno Superstar, tenute e molto altro ancora.
Esempi di Superstar che si sbloccano sono Vader, gli APA, Trish Stratus, Lita, Stephanie McMahon, Chris Jericho '99, Edge e molti altri.

## Modalità crea
Il gioco presenta ancora una volta la modalità crea, in cui il giocatore può creare la propria superstar o diva, finisher, trama e set di mosse. Viene introdotta da WWE '12 la possibilità di creare la propria arena. Questa modalità è stata ampliata, permettendo al giocatore di creare il proprio stadio. I giocatori possono cambiare le rampe, le piattaforme di ingresso e Titantrons.

## Roster
Il 29 maggio 2012, oltre ad essere ufficializzata la copertina del videogioco, è stato annunciato dalla THQ che, rispetto agli anni passati, ci saranno molti più personiggi giocabili. Infatti le superstar che possono essere utilizzate sono 106, comprese le divas.
| Superstars | Divas | Manager                           | Leggende |
| --- | --- | --------------------------------- | --- |
| - Alberto Del Rio - Antonio Cesaro - Big Show - Booker T - Brock Lesnar - Brodus Clay - Chris Jericho - Christian - CM Punk - Cody Rhodes - Damien Sandow - Daniel Bryan - David Otunga - Dolph Ziggler - Drew McIntyre - Epico - The Great Khali - Heath Slater - Hunico - Jack Swagger - Jey Uso - Jimmy Uso - Jinder Mahal - John Cena - John Laurinaitis - Justin Gabriel - Kane - Kofi Kingston - Mark Henry - The Miz - Primo - R-Truth - Randy Orton - Rey Mysterio - The Rock - Ryback - Santino Marella - Sin Cara - Sheamus - Ted DiBiase Jr. - Tensai - Triple H - The Undertaker - Wade Barrett - Yoshi Tatsu - Zack Ryder | - AJ Lee - Alicia Fox - Beth Phoenix - Brie Bella - Eve Torres - Kelly Kelly - Kharma - Layla - Natalya - Nikki Bella | - Paul Bearer - Ricardo Rodríguez | - Animal - Big Boss Man - Billy Gunn - Bradshaw - Bret Hart - Brian Pillman - British Bulldog - Cactus Jack - Chainsaw Charlie - Chris Jericho '99 - Christian '99 - Diamond Dallas Page - Dude Love - Eddie Guerrero - Edge - Edge '99 - Faarooq - Gangrel - The Godfather - Goldust - Grand Master Sexay - Hunter Hearst Helmsley - JBL - John Cena '04 - Kane '97-99 - Ken Shamrock - Kevin Nash - Lita - Lita '00 - Mankind - Mark Henry '98 - Mike Tyson - Paul Wight - Rikishi - Road Dogg - Road Warrior Hawk - The Rock '98-99 - Scotty 2 Hotty - Shane McMahon - Shawn Michaels - Stephanie McMahon - Steve Austin - Triple H '99 - Trish Stratus - The Undertaker '97-98 - The Undertaker '99 - Vader - Val Venis - Vince McMahon - X-Pac |

### Tag team e stable
- Acolytes: Bradshaw & Faarooq
- Bella Twins: Brie Bella & Nikki Bella
- Dolph Ziggler & Jack Swagger
- Edge & Christian
- Brothers of Destruction: The Undertaker & Kane
- Kofi Kingston & R-Truth
- Primo & Epico
- New Age Outlaws: Road Dogg & Billy Gunn
- The Road Warriors: Hawk & Animal
- Team Cobro: Santino Marella & Zack Ryder
- D-Generation X: Triple H & Shawn Michaels
- The Corporation: Big Boss Man, Ken Shamrock, Mr. McMahon, Shane McMahon & Paul Wight

### Campioni nel gioco
- WWE Champion: CM Punk
- World Heavyweight Champion: Sheamus
- WWE United States Champion: Santino Marella
- WWE Intercontinental Champion: The Miz
- WWE Tag Team Champions: Kofi Kingston & R-Truth
- WWE Cruiserweight Champion : Rey Mysterio
- WWE Divas Champion: Beth Phoenix
- Internet Champion: Zack Ryder
- Bull Champion: The Rock '98-99
- Smoking Skull Champion: Steve Austin
- Rated R Champion: Edge
- "M" Champion : The Miz
- Million Dollar Championship: Ted DiBiase Jr.

## Arene
- Raw
- Raw '98
- Raw '99
- SmackDown
- SmackDown '99
- NXT
- Superstars
- Badd Blood '97
- Breakdown
- Capitol Punishment
- Elimination Chamber
- Extreme Rules
- Hell in a Cell
- Judgement Day '98
- King of the Ring '98
- Money in the Bank
- Night of Champions
- One Night Only
- Over The Edge '98
- Over the Limit
- Rock Bottom
- Royal Rumble
- Royal Rumble '98
- Royal Rumble '99
- St. Valentine's Day Massacre
- SummerSlam
- SummerSlam '97
- SummerSlam '98
- Sunday Night Heat '98
- Halftime Heat '99
- Survivor Series
- Survivor Series '97
- Survivor Series '98
- TLC: Tables, Ladders & Chairs
- Unforgiven '98
- Vengeance
- WrestleMania XIV
- WrestleMania XV
- WrestleMania XXVIII

## Titoli
- WWE Championship (In 10 versioni: attuale, 1986, 1987, 1988-1998, 1998-2002, Undisputed Championship, modificato da The Miz - con la W centrale al contrario a formare una M -, modificato da Edge - Rated-R Championship -, modificato da Stone Cold Steve Austin - Smoking Skull Championship, modificato da The Rock - Brahma Bull Championship -)
- World Heavyweight Championship
- WWE Intercontinental Championship (In 2 versioni: attuale e 1998-2011)
- WWE United States Championship
- WWE Tag Team Championship
- WWE Classic World Tag Team Championship
- WWE Divas Championship
- WWE Cruiserweight Championship
- WWF Championship
- WWE European Championship
- WWE Women's Championship
- Million Dollar Championship
- Internet Championship
- WWE Hardcore Championship
- WCW Hardcore Championship - DLC
- WWE John Cena United States Championship (Word Life)DLC
- WCW Cruiserweight ChampionshipDLC
- WCW World Tag Team ChampionshipDLC
- WCW n.W.o. World Heavyweight ChampionshipDLC
- WCW United States ChampionshipDLC
- ECW World Heavyweight ChampionshipDLC
- ECW World Television Championship DLC
- ECW World Tag Team Championship DLC
- ECW Championship
- Classic World Heavyweight Championship DLC

## Match
| 1 vs 1 | 2 vs 2 | Triple Threat | Fatal 4-Way | 6-Man |
| --- | --- | --- | --- | --- |
| - Single Match - Extreme Rules - TLC Match - Table Match - Ladder Match - Chairs Match - Submission Match - 2 Out of 3 Falls Match - Last Man Standing Match - Falls Count Anywhere - Iron Man Match - Steel Cage Match* - Hell in a Cell Match - Inferno Match - First Blood Match - Special Referee Match - I Quit Match | - Tag Team Match - Single Tornado Tag Team Match - Extreme Rules Tornado Tag Team Match - Attitude Era Steel Cage Tornado Tag Team Match - Steel Cage Tornado Tag Team Match - Hell in a Cell Tornado Tag Team Match - TLC Tornado Tag Team Match - Table Tornado Tag Team Match - Ladder Tornado Tag Team Match - Chairs Tornado Tag Team Match - Single Elimination Tag Team Match - Tornado Elimination Tag Team Match - Table Tornado Elimination Tag Team Match - Mixed Tag Team Match - Special Referee Tag Team Match | - Triple Threat Single Match - Triple Threat Extreme Rules Match - Triple Threat TLC Match - Triple Threat Table Match - Triple Threat Ladder Match - Triple Threat Chairs Match - Triple Threat Steel Cage Match* - Triple Threat Special Referee Match - Triple Threat Hell in a Cell Match | - 4 Man Battle Royal - Fatal 4-Way Single Match - Fatal 4-Way Extreme Rules Match - Fatal 4-Way TLC Match - Fatal 4-Way Table Match - Fatal 4-Way Ladder Match - Fatal 4-Way Chairs Match - Fatal 4-Way Steel Cage Match* - Fatal 4-Way Special Referee Match - Fatal 4-Way Hell in a Cell Match | - 6-Man Tag Match - Armageddon Hell in a Cell Match - 6-Man Battle Royal Match - Normal 6-Man Elimination Chamber Match - Tornado 6-Man Tag Elimination Chamber Match - 6-Man Elimination Tag Match - 6-Man Ladder Match |

| Handicap | Specialità |
| --- | --- |
| - 1 vs 2 Tag Team Match - 1 vs 2 Tornado Tag Team Match - 1 vs 3 Tag Team Match - 1 vs 3 Tornado Tag Team Match - 2 vs 3 Tag Team Match - Gauntlet Match | - Championship Scramble - 1 vs 1 Free Brawl Match - 2 vs 2 Free Brawl Match - 1 vs 2 Free Brawl Match - 1 vs 3 Free Brawl Match - 10-Man Royal Rumble Match - 20-Man Royal Rumble Match - 30-Man Royal Rumble Match - 40-Man Royal Rumble Match - King of the Ring Tournament |

- Con la possibilità di scegliere tra la gabbia attuale e quelle dell'Attitude Era (blu o nera)

## Edizioni
- Standard: Sulla cover c'è CM Punk. Non ha nulla aggiuntivo.
- Pre Order: Sulla cover c'è CM Punk in più ha un talloncino in cui riferisce che Iron Mike Tyson sarà scaricabile all'interno oltre al manuale c'è il volantino con il codice per scaricare Mike Tyson.
- Stone Cold Collection: Sulla cover c'è il logo di Stone Cold. Oltre al gioco ci sarà 1 DVD (Play Station 3) dedicato a Stone Cold (4 su Xbox) e il codice per scaricare Mike Tyson e altri contenuti extra.
- First Edition: Ha sempre CM Punk in copertina, ma ci sono dei talloncini che ci informano che è possibile scaricare la maglia di CM Punk, Mike Tyson e un contenuto per Stone Cold. Versione esclusiva per il mercato austriaco, tedesco e svizzero.

## Trasferimento alla 2K Sports
Nel mese di gennaio 2013, la THQ dichiarò il suo fallimento, e cominciò a dissolversi, mettendo così fine alla loro partnership con la WWE. A partire dal febbraio 2013, la Take-Two Interactive, ha acquistato tutti i diritti dei giochi WWE.
Dal 25 marzo 2013 la WWE attraverso Twitter ha confermato che WWE '13 è di nuovo nei negozi, sotto il logo orgoglioso della 2K Sports.